# University Village (Manhattan)
University Village es un complejo de tres edificios de apartamentos ubicado en Greenwich Village en el Lower Manhattan, en Nueva York. El complejo es propiedad de la Universidad de Nueva York (NYU) y fue construido en la década de 1960. Una de las torres, 505 LaGuardia Place, es una cooperativa que no alberga estudiantes, y las otras dos torres, Silver Tower I y Silver Tower II, albergan a profesores y estudiantes graduados de NYU. Los edificios fueron diseñados por los arquitectos modernos James Ingo Freed e I. M. Pei, y la plaza central contiene una escultura de Carl Nesjär y Pablo Picasso. En 2008, el complejo fue designado Monumento Histórico de la Ciudad de Nueva York por la Comisión de Conservación de Monumentos Históricos.

## Historia

### Construcción
En 1953, la Comisión del Alcalde sobre Despeje de Barrios Marginales designó tres supermanzanas en el área de Greenwich Village para su reurbanización bajo el Título 1 de la Ley de Vivienda de 1949. El proyecto se conocía como el área de reurbanización de Washington Square Southeast, con la supermanzana más al norte entregada a NYU con fines educativos y las dos supermanzanas inferiores a Washington Square Village Corporation. La supermanzana del norte finalmente se convirtió en el sitio de varios edificios de la Universidad de Nueva York, incluida la Biblioteca Bobst, Tisch Hall de la Escuela de Negocios Stern y Warren Weaver Hall. Sin embargo, las malas ventas de apartamentos en los edificios de Washington Square Village de la supermanzana central llevaron a la Corporación a vender la supermanzana más al sur a la Universidad de Nueva York en 1960. Como parte de la venta, se requirió que la NYU desarrollara 175 unidades de viviendas para personas de bajos ingresos en el sitio.
En 1960, la NYU contrató a IM Pei & Associates, más tarde conocido como Pei Cobb Freed & Partners, para diseñar el complejo. Si bien IM Pei contribuyó al proceso de diseño, el arquitecto principal del sitio fue James Ingo Freed. Esto era parte de un programa que la Universidad había comenzado en la década de 1950 para transformarse de una universidad de cercanías repartida por toda la ciudad en una universidad residencial centrada en el área de Washington Square en Greenwich Village. Originalmente, el sitio debía incluir un edificio de apartamentos de poca altura. Sin embargo, Pei solicitó que se modificara el plan para incluir solo las torres altas para evitar que el sitio se vea abrumado visualmente por los edificios. Con el plan finalizado de tres torres de 30 pisos aprobado por la ciudad, la construcción comenzó en septiembre de 1964 y se completó en octubre de 1966. La torre en 505 LaGuardia Place se convertiría en una cooperativa bajo el programa Mitchell-Lama para cumplir con el requisito de vivienda para personas de bajos ingresos, mientras que las torres en 100 y 110 Bleecker Street se convertirían en apartamentos para profesores universitarios y estudiantes graduados.
En 1974, las dos torres que albergaban a los profesores y estudiantes de posgrado de la Universidad fueron renombradas por Julius Silver, un alumno de la NYU que más tarde legaría 150 millones de dólares a la Universidad. En 1981, la Universidad construyó el Coles Sports & Recreation Center de un piso, diseñado por Wank Adams Slavin Associates, en la parte este de la supermanzana. Esta fue una alteración del plan del sitio original, que habría incluido una escuela primaria experimental dirigida por NYU en la parte este de la supermanzana.

### sigloXXI
En 2003, la Sociedad de Greenwich Village para la Preservación Histórica solicitó que la Comisión de Preservación de Monumentos Históricos de la Ciudad de Nueva York designara toda la supermanzana como monumento histórico. Esto habría incluido las tres torres, el patio central, un supermercado Morton Williams en el sitio desde 1961 que la NYU compró en 2000, y el Coles Sports & Recreation Center. En 2008, la Comisión completó las audiencias sobre la solicitud y designó las tres torres y el patio central como Monumento Histórico. Esto terminó efectivamente con el plan de la NYU de agregar una cuarta torre de 40 pisos al sitio como parte de su plan NYU 2031, ya que el área más pequeña designada como un punto de referencia cubría las posibles ubicaciones de cualquier edificio nuevo.
En julio de 2012, el Ayuntamiento de Nueva York votó la aprobación del plan "NYU 2031" para la expansión universitaria, que requería la construcción de dos nuevos edificios en la supermanzana Silver Towers y dos más en la supermanzana Washington Square Village, por un total de 176 515 m² de nuevos espacios residenciales, académicos, de oficinas y de otro tipo. Una coalición de opositores, encabezada por la Facultad de la Universidad de Nueva York contra el Plan Sexton y la Sociedad de Greenwich Village para la Preservación Histórica, luchó contra el plan durante varios años, antes y después de la aprobación del Concejo Municipal, que culminó en un desafío legal presentado en septiembre de 2012. En enero de 2014, la jueza de la Corte Suprema del Estado de Nueva York, Donna Mills, bloqueó gran parte del plan. Los oponentes declararon la victoria, pero NYU apeló la decisión.

## Estructura
El complejo consta de tres torres de hormigón moldeadas en el lugar de treinta pisos dispuestas en un plano de molinete alrededor de un patio de 30,5 m. Juntas, las tres torres brutalistas tienen 535 apartamentos, divididos en unidades de uno, dos y tres dormitorios. Todas las puertas y ventanas están hechas de aluminio duranódico, con las ventanas profundamente empotradas en las rejillas de carga de cuatro y ocho tramos en lados alternos de cada torre. El hormigón alrededor de las entradas fue abujardado para exponer parcialmente la base agregada del hormigón. También forma parte del complejo una zona de estar circular de hormigón en la sección sureste que formaba parte del plan original y un patio de recreo al sur de la zona de descanso diseñado en 1967.

## Obras de arte
En el patio en el centro del complejo hay una escultura cubista de 11 m conocida como Busto de Sylvette. Como su nombre lo indica, es una escultura redonda de la cabeza, el cuello y los hombros de una mujer llamada Sylvette David. Fue creado por el artista noruego Carl Nesjär en 1968 y se realizó en colaboración con Pablo Picasso, quien había creado una versión de la escultura de 0,6 m en metal plegado, en 1954. Picasso vivía en el sur de Francia cuando conoció a Sylvette de 20 años a través de su novio, Toby Jellinek. Picasso quedó cautivado por su cabello y rostro rubios, y ella se convertiría en el tema de más de 40 obras de arte que produjo durante 1954. La escultura se destaca por su uso de la técnica betograve de pulido con chorro de arena para crear diferentes texturas y recibió un Premio del Estado de Nueva York del Consejo de las Artes del Estado de Nueva York en 1969. Otro plan de Christo y Jeanne-Claude en 1972 para envolver la escultura en tela marrón nunca se completó.

## Premios y honores
- 1996 – Robert A. M. Stern's List of 35 Modern Landmarks-in-Waiting[15]
- 1969 – New York chapter of the AIA Environments Awards Exhibition: Street Lighting Award[2]
- 1967 – American Institute of Architects: National Honor Award[16]
- 1967 – City Club of New York: Albert S. Bard Award[17]
- 1966 – Concrete Industry Board Award
- 1966 – Fortune Magazine: Ten Buildings That Climax an Era[7]